# Stenanthemum
Stenanthemum ist eine Gattung aus der Familie der Kreuzdorngewächse (Rhamnaceae). Sie ist in Australien heimisch und umfasst knapp 30 Arten.

## Beschreibung
Stenanthemum sind meist unbewehrte, behaarte Sträucher. Die Blätter sind ganzrandig oder gezähnt, ihre Ränder können eingerollt sein.
Die Blüten stehen dicht zusammen in kopfigen Gruppen und sind von Laub- wie Tragblättern umgeben. Der Blütenbecher ist kurz bis lang, der mit ihm verwachsene oder nur unscheinbar ausgeprägte Diskus kahl. Die Teilfrüchte öffnen sich seitlich oder am äußersten Ende und sind im dauerhaften Blütenbecher eingeschlossen. Der Arillus ist dreigelappt.

## Verbreitung und Systematik
Stenanthemum sind heimisch in Australien. Die Gattung wurde 1858 von Siegfried Reissek erstbeschrieben. Innerhalb der Kreuzdorngewächse wird sie in die Tribus Pomaderreae eingeordnet. Die Gattung umfasst knapp 30 Arten.
Die Arten sind:
- Stenanthemum argenteum A.R.Bean
- Stenanthemum bilobum Rye
- Stenanthemum complicatum (F.Muell.) Rye
- Stenanthemum coronatum Reissek
- Stenanthemum cristatum Rye
- Stenanthemum divaricatum (Benth.) Rye
- Stenanthemum emarginatum Rye
- Stenanthemum gracilipes Diels
- Stenanthemum humile Benth.
- Stenanthemum intricatum Rye
- Stenanthemum leucocephalum Domin
- Stenanthemum leucophractum Reissek
- Stenanthemum liberum Rye
- Stenanthemum limitatum Rye
- Stenanthemum mediale Rye
- Stenanthemum nanum Rye
- Stenanthemum newbeyi Rye
- Stenanthemum notiale Rye
- Stenanthemum patens Rye
- Stenanthemum petraeum Rye
- Stenanthemum pimeleoides (Hook.f.) Benth.
- Stenanthemum pomaderroides (Reissek) Reissek
- Stenanthemum pumilum (F. Muell.) Diels
- Stenanthemum reissekii Rye
- Stenanthemum scortechinii (F. Muell.) Maiden & Betche
- Stenanthemum stipulosum Rye
- Stenanthemum sublineare Rye
- Stenanthemum tridentatum Reissek
- Stenanthemum waterhousii Benth.

## Nachweise
1. 1 2 3  D. Medan, C. Schirarend: Rhamnaceae In: Klaus Kubitzki (Hrsg.): The Families and Genera of Vascular Plants - Volume VI - Flowering Plants - Dicotyledons - Celastrales, Oxalidales, Rosales, Cornales, Ericales, 2004, S. 332, ISBN 978-3-540-06512-8